# Ernst Wentzler
Ernst Albert Max Wentzler (* 3. September 1891 in Hann. Münden; † 9. August 1973 ebenda) war ein deutscher Kinderarzt, der in der Zeit des Nationalsozialismus als T4-Gutachter an der „Kinder-Euthanasie“ beteiligt war.

## Karrierebeginn
Ernst Wentzler, dessen Vater Lederfabrikant war, begann nach dem Abschluss seiner Schullaufbahn ein Studium der Medizin. Als Teilnehmer am Ersten Weltkrieg musste er sein Studium kriegsbedingt unterbrechen und war während des Krieges als Feldunterarzt an einem Reservelazarett in Hannover eingesetzt. Nach Kriegsende beendete er sein Medizinstudium 1918 an der Universität Göttingen und wurde 1919 approbiert. Im selben Jahr wurde er in Göttingen mit der Dissertation „Die Entwicklung der Pneumothoraxtherapie in den letzten Jahren“ zum Dr. med. promoviert. Anschließend war er Assistenzarzt unter Erich Peiper an der Universitätskinderklinik Greifswald. Wentzler wurde schließlich als Kinderarzt in Berlin tätig und wandelte ab 1923 an seinem neuen Wohnort an der Veltheimpromenade (heute Zeltinger Straße 44) in Berlin-Frohnau ein Haus in eine private Kinderklinik um, die er schließlich leitete. Innerhalb der Kinderklinik befand sich auch Wentzlers Privatpraxis. Das Gebäude der Kinderklinik erwarb er im Mai 1934. Seine schließlich aus etwa 30 Betten umfassende Einrichtung führte den Namen Kinderklinik Frohnau. Er entwickelte in den 1920er Jahren die sogenannte Wentzlersche Wärmewanne, eine Art Brutkasten.

## Zeit des Nationalsozialismus
Nach der Machtübergabe an die Nationalsozialisten wurde er am 1. April 1936 trotz Aufnahmesperre in die NSDAP (Mitgliedsnummer 3.756.952) aufgenommen. Er gehörte zudem zahlreichen NS-Organisationen an: der SA, dem NS-Ärztebund, der Deutschen Arbeitsfront, der NSV, dem Reichsluftschutzbund, dem Reichskriegerbund sowie dem NS-Altherrenbund der Deutschen Studenten. Ab 1938 saß er dem Verein Deutscher Kinderkrankenhäuser vor.
Während der NS-Zeit wurde Wentzlers Einrichtung als Deutsches Kinderkrankenhaus e. V. bezeichnet. In dieser renommierten Kinderklinik wurden auch die Kinder von nationalsozialistischen Prominenten behandelt, so z. B. die Kinder von Viktor Brack, Hans Hefelmann, Werner Blankenburg, Walther Darré und Hermann Göring. Infolge eines Impfschadens starb dort der Sohn von Kurt Blome.

### Beteiligung an der Kinder-„Euthanasie“
Durch Karl Brandt wurde Wentzler im Verlauf des Jahres 1939 zur Planung der „Kinder-Euthanasie“ angeworben und war neben Hans Heinze und Werner Catel von Herbst 1939 bis Anfang 1945 einer der drei Hauptgutachter des „Reichsausschusses zur wissenschaftlichen Erforschung von erb- und anlagebedingten schweren Leiden“. Dieses Dreiergremium entschied anhand von zugesandten Meldebögen mit Patientendaten im Umlaufverfahren über Leben oder Tod der auf den Bögen erfassten Kinder und war somit für tausende Morde im Rahmen der „Kinder-Euthanasie“ maßgeblich verantwortlich. Wentzler arbeitete auch an dem Entwurf zum nicht in Kraft getretenen Euthanasiegesetz mit.
Das Vorhandensein einer „Kinderfachabteilung“, einer gesonderten Einrichtung zur Durchführung der „Kinder-Euthanasie“, in Wentzlers Klinik gilt heute als unwahrscheinlich. Gleichwohl ergeben sich aus den Dokumenten der Klinik Anhaltspunkte für die Tötung behinderter Kinder vor Ort. Zudem wurden Patienten in die Landesanstalt Görden und in die Städtische Nervenklinik für Kinder und Jugendliche Wiesengrund in Berlin-Wittenau verlegt, wo sie starben.

## Nachkriegszeit
Nach Kriegsende zog Wentzler im August 1945 nach Hann. Münden, wo er sich als Kinderarzt niederließ und praktizierte. Von seiner Heimatstadt aus führte er bis zum Ende des Bestehens seiner Kinderklinik 1964 die Einrichtung wirtschaftlich. Im Zuge eines vor dem Landgericht Hamburgs durchgeführten Ermittlungsverfahrens gegen fast 20 Beschuldigte zu den Verbrechen im Rahmen der Kinder-Euthanasie setzte die I. Strafkammer am 19. April 1949 die Beschuldigten außer Verfolgung, unter ihnen auch Wentzler. Trotz nachgewiesener Tötungen der sogenannten „Reichsausschusskinder“ konnte den Beschuldigten eine Rechtswidrigkeit ihrer Taten nicht nachgewiesen werden. (Die Richter des Hamburger Landgerichts, zum Teil ehemalige aktive Nationalsozialisten, führten aus, dass „die Verkürzung lebensunwerten Lebens“ keinesfalls „dem allgemeinen Sittengesetz widerstreitet“). Wentzler sagte noch mehrfach in Prozessen mit dem Themenkomplex Euthanasieverbrechen aus, wurde aber selbst juristisch nicht belangt.

## Schriften
- Die Entwicklung der Pneumothoraxtherapie in den letzten Jahren: Aus der Medizinischen Universitätsklinik Göttingen, Anklam, Göttingen 1920, Med. Dissertation 1919.
- Rachitis-Verhütung: Gemeinverständl. Darst. d. Wesens, d. Verbreitung, Erkenng u. Verhütg d. "Englischen Krankheit" zum Verständnis d. v. d. Reichsgesundheitsführg angeordneten Maßnahmen, In: Schriftenreihe der Reichsgesundheitsführung. H. 1, Berlin, Wien 1942.
- Besser Vorbeugen - als Heilen!: Über Krankheitsverhütung im Säuglings- u. Kindesalter f. Eltern u. Erzieher. Von 1933 bis 1947 in vier Auflagen erschienen.
- Richtige Ernährung, gesunde Kinder. Von 1929 bis 1966 in neun Auflagen erschienen und mehrfach überarbeitet; zuletzt mit Hanns Löhr: Richtige Ernährung für Kinder vom Neugeborenen bis zum Schulkind: Mit Kochvorschriften u. krankheitsverhütenden Vorschlägen, Goldmann, München 1968.